# Flying Arrow

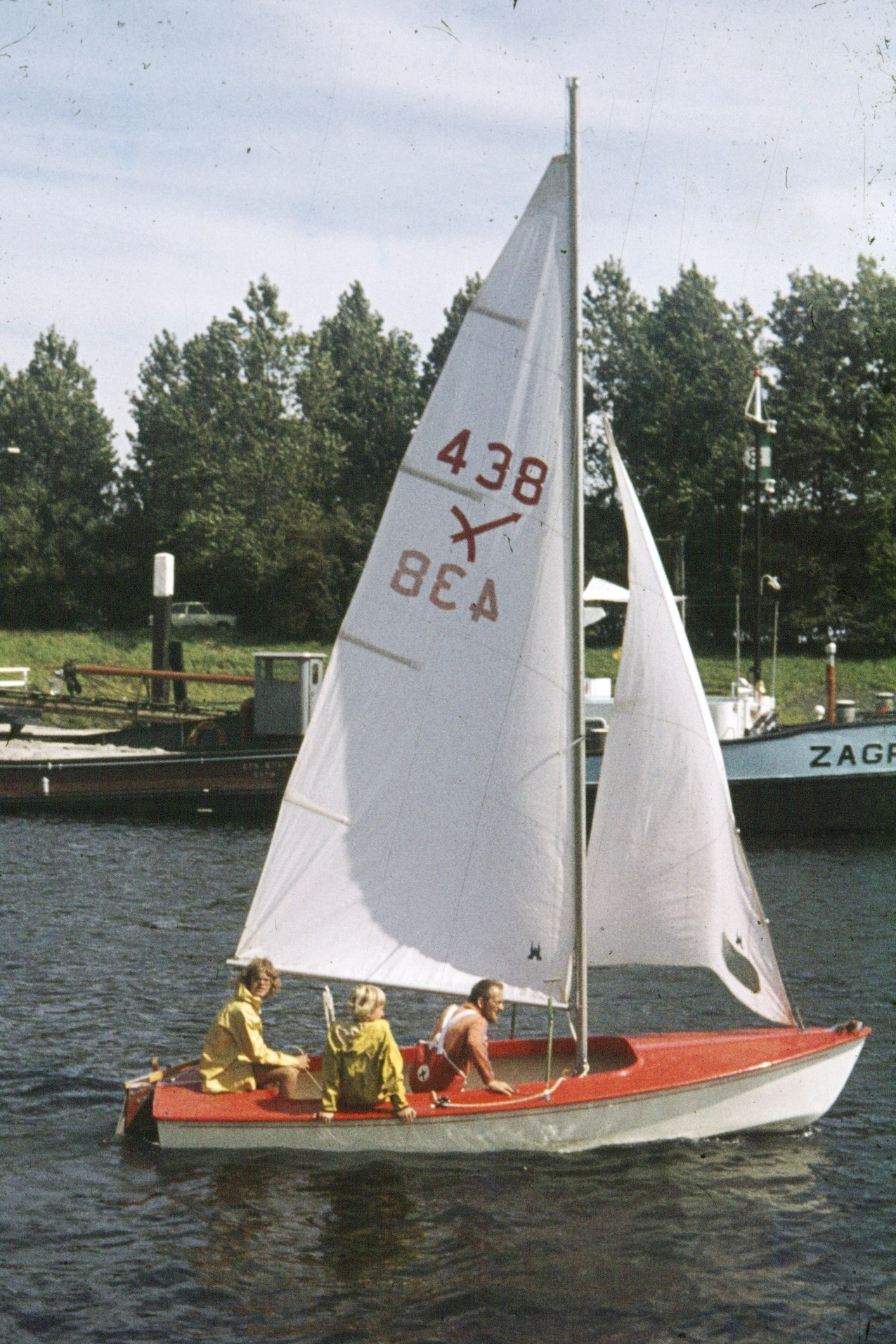
Flying Arrow 438, Shalom, type schakel

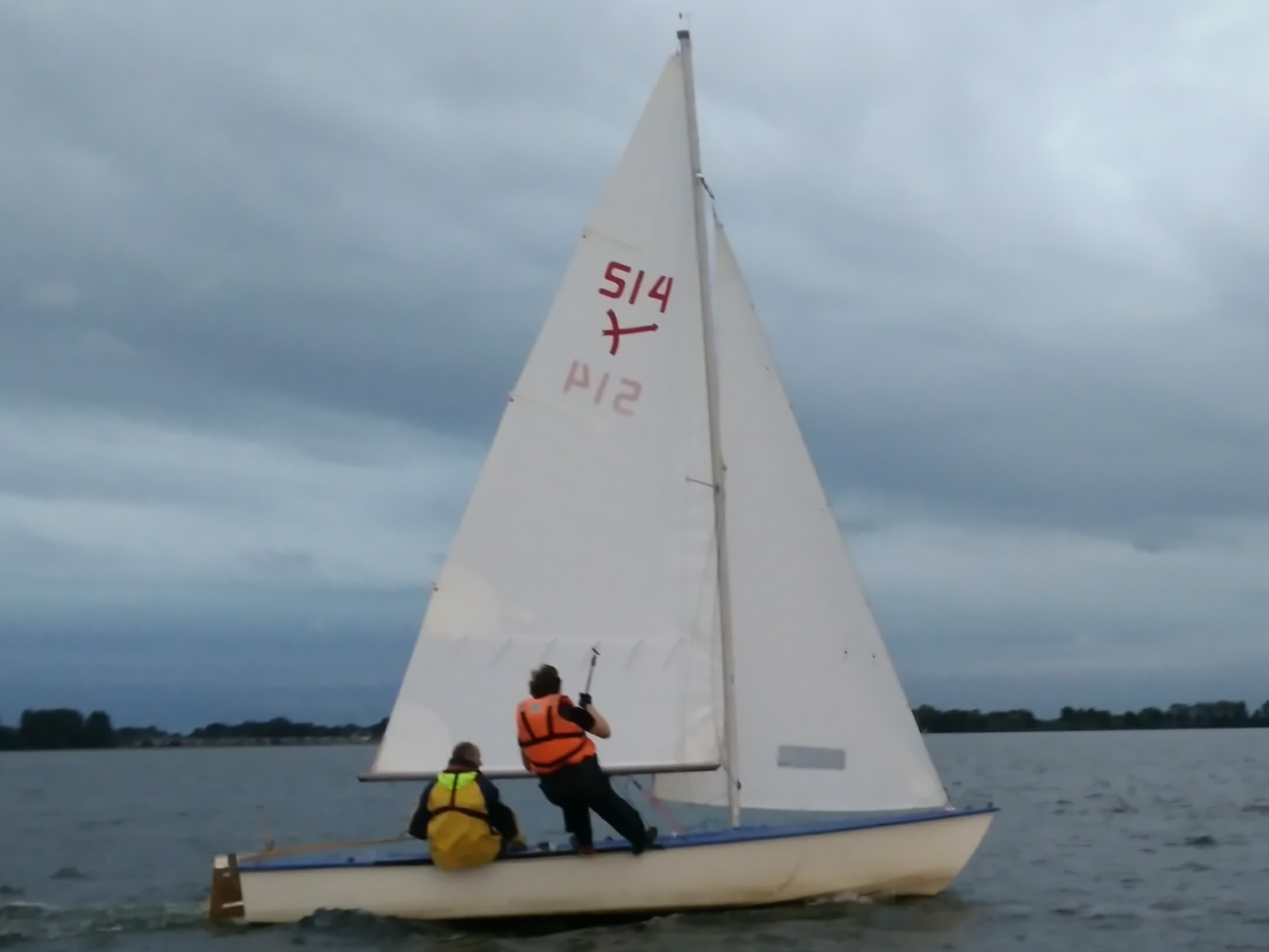
Flying Arrow Spanker 14 "Playtime" op het Braassemermeer

Flying Arrow is een merknaam voor meerdere typen open zeilboten. Het zijn polyester toervarianten van de houten wedstrijdklassen Schakel, Spanker en Flits. Alle zijn het zwaardboten met een knikspant en aanhangend roer. Flying Arrow boten hebben een simpele tuigage. Met deze boten kunnen geen officiële klassewedstrijden gevaren worden.
In een beperkte oplage is er ook een sportuitvoering van de Flying Arrow Schakel geproduceerd. Deze is voorzien van een dubbele bodem, zelflozende kuip en gesloten luchtkasten met extra drijfvermogen. Deze uitvoering is standaard voorzien van trapeze en een grotere genua. De Flying Arrow Sport was bedoeld voor varen op zee en sportief gebruik, maar omdat de vraag naar toervarianten veel groter was, is deze uitvoering in beperkte oplage geproduceerd.

## Geschiedenis
Rond 1967 startte Jaap Beukers in de jachthaven van Noordwijk met het bouwen van polyester zeilboten onder de naam Flying Arrow. De naam is waarschijnlijk ontleend aan de trapauto-racebaan in Noordwijk aan Zee. Op het hoogtepunt werden er 600 Flying Arrow boten per jaar gebouwd. De werf werd verplaatst naar Buitenkaag. Vanwege concurrentie van de opkomende catamarans en surfplanken staakte Beuker de productie van de Flying Arrows in 1990. In december 1992 werd Flying Arrow overgenomen door Möllers Watersport BV in Buitenkaag. Het is niet bekend wanneer de laatste Flying Arrow is geproduceerd.

## Gegevens
Flying Arrow Schakel
Bij de Schakel zijn er verschillende varianten. De opbouw is vergelijkbaar met die van de Spanker. Dat wil zeggen dat de eerste uitvoeringen een enkele bodem met houten vlonders hadden, zonder zelflozers.
De meest opmerkelijke is de sportuitvoering. Hiervan is de romp gelijk aan de toervariant, de bovenschaal is echter compleet afwijkend. Dubbele bodem, ronde gesloten luchtkasten en het ontbreken van een achterdek kenmerken deze uitvoering. Ze waren leverbaar met een blauwe of rood dek. De romp was altijd wit.
- Lengte 4,74 m
- Breedte 1,74 m
- Diepgang 0,15-1,05 m
- Gewicht 180 kg
- Vorm Knikspant
- Grootzeil 7,7 m²
- Fok 4,2 m²
- SW-rating 113

Flying Arrow Spanker
Bij de Spanker zijn er drie varianten:
1. vanaf 1967 een enkelwandige met houten vlonders op de kuipvloer en strijkbare mast (meer dan 317 geproduceerd)
2. vanaf 1974 een dubbelwandige met zelflozers en de mast op een rail
3. vanaf 1980 een dubbelwandige met een zwarte Van Neut-mast, voetbanden en een zwarte kunststof stootlijst rondom

- Lengte 5,8 m
- Breedte 2,0 m
- Gewicht 280 kg (eerste model)
- Vorm Knikspant
- Diepgang 0,20-0,90 m
- Grootzeil 9,8 m²
- Fok 6,0 m²
- Spinaker 15 m²
- SW-rating 115

Flying Arrow Flits
- Lengte 3,6 m
- Breedte 1,4 m
- Diepgang 0,12-0,65 m
- Gewicht
- Vorm Knikspant
- Grootzeil 4,9 m²
- Fok 2,4 m²
- SW-rating 120